# Guabamima lordelloi
Guabamima lordelloi är en insektsart som beskrevs av De Mello 1993. Guabamima lordelloi ingår i släktet Guabamima och familjen syrsor. Inga underarter finns listade i Catalogue of Life.